# Kaivopuisto

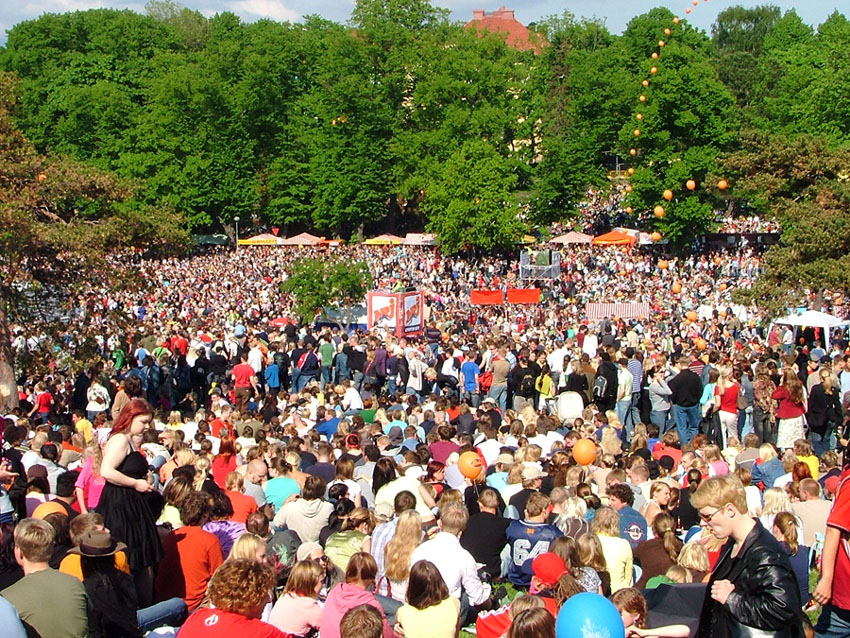
El Parque Kaivopuisto durante un concierto, en el verano de 2005.

El Kaivopuisto (en sueco Brunnparken) es uno de los más antiguos y conocidos parques en el centro de la ciudad de Helsinki, en Finlandia. También es un distrito de la ciudad con alrededor de 500 habitantes.
El Parque Kaivopuisto tiene varias hectáreas, y cada verano es punto de reunión de los habitantes de la ciudad en donde se organizan picnics, y eventos deportivos.
Kaivopuisto también tiene la Kaivohuone, que es un famoso restaurante y discoteca y data de la década de los años 1930. Además cuenta con el observatorio de la Ursa, una asociación finlandesa de astrónomos.
Al sur del parque se encuentra el Mar Báltico; mientras que al norte zonas residenciales, en donde se encuentran numerosas embajadas extranjeras.
- Datos: Q1721817
- Multimedia: Kaivopuisto / Q1721817